# Hulvey
Christopher Hulvey, mais conhecido como Hulvey, é um cantor de hip-hop cristão nascido em Brunswick, Geórgia, nos Estados Unidos, em 13 de janeiro de 1999. Sua inspiração para se tornar um cantor surgiu quando testemunhou um colega de classe compondo raps em um caderno durante seus anos de faculdade. Lançou o EP intitulado 'prelude', sendo esta sua obra mais reconhecida. 
Em agosto de 2019, Hulvey assinou contrato com a gravadora independente Reach Records, especializada em hip-hop cristão, e desde então seus álbuns têm ganhado destaque em diversos programas. Além disso, recebeu reconhecimento no Dove Awards pela música "Reasons".
Hulvey consolidou seu espaço na indústria musical com parcerias de destaque. Sua colaboração com Forrest Frank do Surfaces no single “No Longer Bound” alcançou posições de destaque nas paradas musicais dos Estados Unidos e do Brasil – chegando até à primeira colocação do “Brazil Viral 50 Chart” e entrando para o “Billboard Hot Christian Songs Chart”.
Hulvey também conquista o público em outras plataformas digitais, com mais de 200 mil seguidores no Instagram e mais de 51 milhões de visualizações em seus videoclipes no YouTube. No Spotify, plataforma de streaming de música, Hulvey tem números impressionantes, com mais de 1,5 milhão de ouvintes mensais. 
O cantor estabeleceu parcerias com o time de futebol americano Houston Roughnecks, da XFL, e a plataforma de streaming Twitch, expandindo seu alcance para além da música.